# Bionca

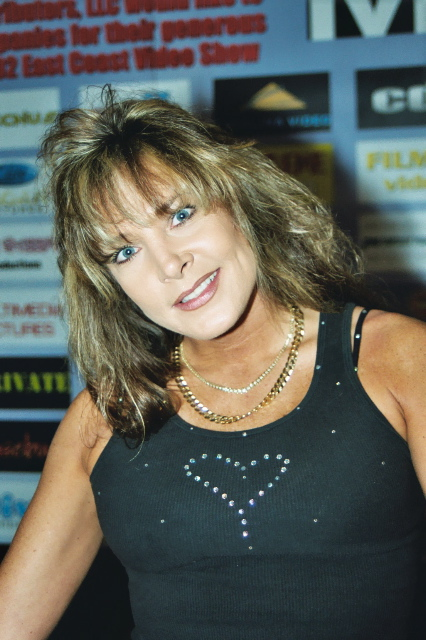
Bionca (2002)

Bionca Seven (* 22. Januar 1967 in Long Beach, Kalifornien) ist eine US-amerikanische Pornodarstellerin, Produzentin und Regisseurin.

## Karriere
Bionca begann ihre Karriere als Darstellerin im Jahr 1984 und ist immer noch aktiv. Als Regisseurin war sie von 1982 bis 2003 tätig. Laut IAFD hat sie 461 Filme als Darstellerin und 44 Filme als Regisseurin gedreht. Außerdem gründete sie die Produktionsfirma Exquisite Pleasures.
Sie ist die Witwe des ehemaligen Porno-Regisseurs Bruce Seven.
Sowohl den AVN Award als auch den XRCO Award gewann sie mehrfach und wurde in beide Halls of Fame aufgenommen.

## Filmografie (Auswahl)
- 1993: No Man’s Land 8
- Pussyman’s Decadent Divas 10, 14, 17, 19 & 22

## Auszeichnungen & Nominierungen
- 1994 XRCO Award "Best Video" – Takin' It to the Limit (co-director with Bruce Seven)[6]
- 1995 AVN Award – Best All-Girl Sex Scene (Video) – Buttslammers 4
- 1995 AVN Award – Most Outrageous Sex Scene (Video) – Depraved Fantasies
- 1995 XRCO Award – Best Girl-Girl Sex Scene – Takin' it to the Limit 6 (director)
- AVN Hall of Fame
- 1998 XRCO Hall of Fame
- 2002 AVN Award Nominierung – "Best All-Girl Sex Scene – Video" – The Madam's New Maid